# Brittney Griner
Brittney Yevette Griner (Houston, 18 ottobre 1990) è una cestista statunitense per le Atlanta Dream della Women's National Basketball Association (WNBA).  È stata tre volte medaglia d'oro olimpica con la squadra nazionale di basket femminile degli Stati Uniti e sei volte WNBA All-Star.  Griner è stata nominata una delle 100 persone più influenti al mondo dalla rivista Time nel 2023.

## Biografia
Figlia di un veterano della guerra del Vietnam, si dichiara sostenitrice di Joe Biden.

## Controversie
Nel febbraio 2022 è tratta in arresto all'aeroporto di Mosca, con l'accusa di trasportare olio di hashish nel suo bagaglio. Dopo 140 giorni di custodia cautelare in carcere, la moglie Cherelle Griner porta la vicenda all'attenzione della stampa e il Consiglio per la sicurezza nazionale dichiara che "il governo degli Stati Uniti continua a lavorare in modo aggressivo, usando ogni mezzo disponibile, per riportarla a casa". Nell'agosto 2022 arriva la sentenza: il tribunale moscovita condanna la giocatrice a 9 anni di reclusione e al pagamento di una multa pari a un milione di rubli, equivalenti a 15.730 euro.
Il verdetto di colpevolezza ha aperto dispute diplomatiche tra Russia e Stati Uniti. I paesi hanno discusso la possibilità di uno scambio di prigionieri, che si è poi effettivamente svolto l'8 dicembre 2022 nell'Aeroporto Internazionale di Abu Dhabi. Brittney Griner è stata liberata nell'ambito di uno scambio di prigionieri con il trafficante di armi Viktor But.

## Carriera
Cestista della Baylor University, ha vinto il titolo NCAA nel 2012. È stata eletta due volte NCAA Basketball Tournament Most Outstanding Player e altrettante ha vinto il riconoscimento di Naismith College Player of the Year.
Con la Nazionale statunitense ha esordito nel 2011.

## Statistiche

### College
| Anno       | Squadra      | PG  | PT  | MP   | TC%  | 3P%  | TL%  | RP  | AP  | PRP | SP  | PP   |
| ---------- | ------------ | --- | --- | ---- | ---- | ---- | ---- | --- | --- | --- | --- | ---- |
| 2009-2010  | Baylor Bears | 35  | 35  | 33,5 | 50,3 | -    | 68,4 | 8,5 | 1,0 | 0,5 | 6,4 | 18,4 |
| 2010-2011  | Baylor Bears | 37  | 37  | 31,8 | 54,3 | 50,0 | 77,7 | 7,8 | 1,4 | 0,4 | 4,6 | 23,0 |
| 2011-2012† | Baylor Bears | 40  | 40  | 32,7 | 60,9 | 50,0 | 80,0 | 9,5 | 1,6 | 0,6 | 5,2 | 23,2 |
| 2012-2013  | Baylor Bears | 36  | 36  | 30,8 | 60,7 | 0,0  | 71,2 | 9,4 | 2,4 | 0,7 | 4,1 | 23,8 |
| Carriera   | Carriera     | 148 | 148 | 32,2 | 56,9 | 40,0 | 74,7 | 8,8 | 1,6 | 0,5 | 5,1 | 22,2 |

### WNBA

#### Regular Season
| Anno     | Squadra         | PG  | PT  | MP   | TC%  | 3P%  | TL%  | RP  | AP  | PRP | SP  | PP   |
| -------- | --------------- | --- | --- | ---- | ---- | ---- | ---- | --- | --- | --- | --- | ---- |
| 2013     | Phoenix Mercury | 27  | 27  | 25,9 | 55,6 | -    | 72,4 | 6,3 | 1,0 | 0,5 | 3,0 | 12,6 |
| 2014†    | Phoenix Mercury | 34  | 34  | 30,7 | 57,8 | -    | 80,2 | 8,0 | 1,6 | 0,6 | 3,8 | 15,6 |
| 2015     | Phoenix Mercury | 26  | 26  | 30,7 | 56,5 | -    | 77,3 | 8,1 | 1,3 | 0,3 | 4,0 | 15,1 |
| 2016     | Phoenix Mercury | 34  | 34  | 29,2 | 54,8 | -    | 83,1 | 6,5 | 1,0 | 0,4 | 3,1 | 14,5 |
| 2017     | Phoenix Mercury | 26  | 26  | 31,5 | 57,7 | -    | 81,2 | 7,6 | 1,9 | 0,7 | 2,5 | 21,9 |
| 2018     | Phoenix Mercury | 34  | 34  | 32,6 | 54,4 | 25,0 | 80,0 | 7,7 | 2,1 | 0,5 | 2,6 | 20,5 |
| 2019     | Phoenix Mercury | 31  | 31  | 32,8 | 56,4 | 33,3 | 80,8 | 7,2 | 2,4 | 0,7 | 2,0 | 20,7 |
| 2020     | Phoenix Mercury | 12  | 12  | 31,8 | 49,7 | 0,0  | 80,9 | 7,5 | 3,0 | 0,3 | 1,8 | 17,7 |
| 2021     | Phoenix Mercury | 30  | 30  | 32,8 | 57,5 | 44,4 | 84,6 | 9,5 | 2,7 | 0,4 | 1,9 | 20,5 |
| 2023     | Phoenix Mercury | 31  | 31  | 27,6 | 56,0 | 11,1 | 77,2 | 6,3 | 2,2 | 0,5 | 1,6 | 17,5 |
| 2024     | Phoenix Mercury | 30  | 30  | 28,7 | 57,9 | 50,0 | 77,7 | 6,6 | 2,3 | 0,5 | 1,5 | 17,8 |
| Carriera | Carriera        | 315 | 315 | 30,4 | 56,2 | 36,4 | 79,9 | 7,4 | 1,9 | 0,5 | 2,6 | 17,7 |

#### Playoffs
| Anno     | Squadra         | PG | PT | MP   | TC%  | 3P%  | TL%  | RP  | AP  | PRP | SP  | PP   |
| -------- | --------------- | -- | -- | ---- | ---- | ---- | ---- | --- | --- | --- | --- | ---- |
| 2013     | Phoenix Mercury | 5  | 5  | 26,6 | 53,3 | -    | 55,6 | 6,4 | 0,2 | 0,2 | 0,8 | 10,6 |
| 2014†    | Phoenix Mercury | 7  | 7  | 31,0 | 62,7 | -    | 92,0 | 6,0 | 1,6 | 0,4 | 3,4 | 16,7 |
| 2015     | Phoenix Mercury | 4  | 4  | 29,8 | 58,3 | -    | 88,5 | 8,0 | 1,3 | 0,8 | 4,5 | 16,3 |
| 2016     | Phoenix Mercury | 5  | 5  | 31,2 | 64,3 | -    | 81,3 | 6,0 | 1,6 | 0,6 | 2,2 | 13,4 |
| 2017     | Phoenix Mercury | 5  | 5  | 36,8 | 40,7 | -    | 79,5 | 7,0 | 2,0 | 0,6 | 1,6 | 20,2 |
| 2018     | Phoenix Mercury | 7  | 7  | 36,4 | 63,1 | -    | 75,0 | 8,0 | 3,1 | 0,7 | 2,3 | 21,6 |
| 2019     | Phoenix Mercury | 1  | 1  | 14,0 | 37,5 | -    | -    | 3,0 | 0,0 | 0,0 | 1,0 | 6,0  |
| 2021     | Phoenix Mercury | 11 | 11 | 35,1 | 56,2 | 0,0  | 80,0 | 8,4 | 3,0 | 0,4 | 1,6 | 21,8 |
| 2024     | Phoenix Mercury | 2  | 2  | 29,5 | 52,0 | 50,0 | 70,0 | 5,5 | 0,0 | 0,5 | 2,0 | 17,0 |
| Carriera | Carriera        | 47 | 47 | 32,4 | 56,0 | 16,7 | 80,3 | 7,1 | 1,9 | 0,5 | 2,2 | 17,7 |

## Palmarès

### NCAA
- Campionessa NCAA (2012)
- NCAA Basketball Tournament Most Outstanding Player (2012)
- 2 volte Naismith College Player of the Year (2012, 2013)
- John R. Wooden Award (2012, 2013)
- Wade Trophy (2012, 2013)

### WNBA
- Campionato WNBA: 1

Phoenix Mercury: 2014
- 2 volte WNBA Defensive Player of the Year (2014, 2015)
- 3 volte All-WNBA First Team (2014, 2019, 2021)
- 3 volte All-WNBA Second Team (2015, 2017, 2018)
- 3 volte WNBA All-Defensive First Team (2014, 2015, 2018)
- 4 volte WNBA All-Defensive Second Team (2016, 2017, 2019, 2021)
- WNBA All-Rookie Team (2013)
- 2 volte miglior marcatrice WNBA (2017, 2019)
- 8 volte migliore stoppatrice WNBA (2013, 2014, 2015, 2016, 2017, 2018, 2019, 2021)
- Migliore nella percentuale di tiro WNBA (2015, 2024)